# افتقار (نقص)
في فلسفة جاك لاكان في التحليل النفسي، فإن الافتقار أو النقص  (بالفرنسية: Manque)‏ هو مفهوم يرتبط دائمًا بالرغبة. في ندوته «لي ترانزيت» (Le transfert) (1960-1961)، أشار إلى أن الافتقار هو ما يسبب الرغبة في الظهور.

## أنواع الافتقار
عين لاكان في البداية افتقار الكينونة: ما هو المطلوب هو نفسه. «الرغبة هي علاقة مرتبطة بالافتقار. الافتقار هو عدم التحدث بشكل صحيح. ليس الافتقار إلى هذا أو ذاك، ولكن عدم وجود الوجود». (ندوة: الأنا في نظرية فرويد) في «اتجاه العلاج ومبادئ قوته» يقول لاكان أن الرغبة هي الكناية عن عدم الوجود في قلب التجربة التحليلية والمجال ذاته الذي يتم فيه نشر شغفه. في «ملاحظات توجيهية لاتفاقية حول الجنس الأنثوي» يتناقض لاكان مع عدم وجود علاقة مع الرغبة والافتقار إلى الاستحواذ الذي يتعلق بالطلب.
يميز لاكان بين ثلاثة أنواع من الافتقار، وفقا لطبيعة الكائن الذي لديه افتقار. الأول هو الإخصاء الرمزي وموضوعه مرتبط بـالقضيب الوهمي (الفالوس). والثاني هو الإحباط الخيالي وموضوعه هو الثدي الحقيقي. النوع الثالث من النقص هو الامتياز الحقيقي وموضوعه المرتبط بـالقضيب الرمزي. الوكلاء الثلاثة المطابقون هم الأب الحقيقي، الأم الرمزية، والأب الوهمي. من هذه الأشكال الثلاثة للافتقار، يعد الإخصاء هو الأهم من منظور العلاج.
 قدم لاكان رمز جبري لمنع الآخر، والافتقار يأتي للدلالة على عدم وجود الدال في الآخر. ثم العلاقة بين الموضوع إلى عدم وجود علامة في الآخر، تعين الدال على نقص في الآخر. بغض النظر عن عدد الإشارات التي يضيفها المرء إلى سلسلة التدويش، فإن السلسلة دائمًا ما تكون غير مكتملة، فهي تفتقر دائمًا إلى الدال الذي يمكنه إكمالها. هذا الدال الناقص هو أيضا من قوام الموضوع.

## افتقار القضيب
يهدف الرمز القضيبي إلى تمثيل القوى المولدة للذكور. وفقا لنظرية سيغموند فرويد للتحليل النفسي، في حين أن الذكور يملكون القضيب، لا يمكن لأحد أن يمتلك القضيب الرمزي.  تضمنت مقال بعنوان «دلالة القضيب الوهمي» لجاك لاكان توضيح الفرق بين «وجود» و «ملكية» القضيب. يتم وضع الرجال على أنهم رجال بقدر ما يُنظر إليهم أن لديهم القضيب. إن القضيب الرمزي هو مفهوم كونه الرجل النهائي، وتتم مقارنة هذا مع وجود عطية الله الإلهية.
في برنامج مشكلة الجندر (1990) ، تستكشف جوديث بتلر مناقشات فرويد ولاكان حول القضيب الرمزي من خلال الإشارة إلى العلاقة بين القضيب الوهمي والقضيب الحقيقي. وكتبت: «إن القانون يتطلب التوافق مع مفهومه الخاص  للطبيعة». وهو يكسب شرعيته من خلال التجنيس الثنائي وغير المتناظر للهيئات التي ينشر فيها القضيب الوهمي، وإن كان من الواضح أنه غير مطابق للقضيب الحقيقي، فإن القضيب أداة متجنسة وعلامة في الجسد، أنها تستكشف المزيد من إمكانيات القضيب الرمزي في مناقشتها لمثابة القضيب. إذا، وكما تلاحظ، يعدد فرويد مجموعة من التشبيهات والاستبدالات التي تؤكد بلاغًا على إمكانية النقل الأساسية للقضيب الرمزي من القضيب الحقيقي في مكان آخر، عندئذ قد يأتي أي عدد من الأشياء الأخرى للوقوف أمام القضيب الرمزي.

## النقد
يفترض جيل دولوز وبيير فيليكس غوتاري أن الرغبة لا تنشأ من النقص، بل هي قوة منتجة في حد ذاتها.